# Olivia Brett
Olivia Brett (* 18. Juni 2001 in Christchurch) ist eine neuseeländische Kanutin.

## Karriere
Der sportliche Weg der Athletin begann beim Turnen. Dort war sie ab dem Alter von sieben Jahren aktiv, vertrat Neuseeland sogar international, bis eine Hüftverletzung die Turnkarriere beendete. Seit sie zwölf Jahre alt ist, ist sie im Kanusport aktiv, wo sie bereits in jungen Jahren im Vierer-Kajak Erfolge errang. Im Jahr 2021 zog Brett von Christchurch nach Auckland.
2022 gab sie beim Weltcup in Račice u Štětí im Vierer-Kajak ihr internationales Debüt und belegte Rang sechs. Bei den Weltmeisterschaften in Duisburg ein Jahr darauf gewann sie mit Lisa Carrington, Alicia Hoskin und Tara Vaughan sogleich den Titel. Es war der geschlechterübergreifend erste Titel im Vierer-Kajak in Neuseelands Geschichte. 2024 gehörte Brett bei den Olympischen Sommerspielen in Paris erneut zum siegreichen Boot im Vierer-Kajak. Die Neuseeländerinnen gewannen zunächst ihren Vorlauf und qualifizierte sich damit direkt für das A-Finale. Dieses beendete Brett gemeinsam mit Lisa Carrington, Alicia Hoskin und Tara Vaughan in 1:32,20 Minuten als Olympiasiegerinnen, vor dem deutschen Boot, das in 1:32,62 Minuten Zweiter wurde und den in 1:32,93 Minuten drittplatzierten Ungarinnen.
Brett, bei der Legasthenie diagnostiziert wurde, versucht das Bewusstsein für Neurodiversität zu schärfen.